# Kevin Nunis
Kevin Christopher Nunis (* 18. September 1959 in Seremban; † 28. Juni 2025 in Kuala Lumpur) war ein malaysischer Hockeyspieler.
Kevin Nunis gewann mit der malaysischen Nationalmannschaft bei den Asienspielen 1982 die Bronzemedaille. Bei an den Olympischen Spielen 1984 in Los Angeles gehörte er ebenfalls zum Aufgebot seines Landes. Die Mannschaft belegte im Endklassement den elften Platz. Darüber hinaus gewann Nunis mit der malaysischen Nationalmannschaft die Goldmedaille bei den Südostasienspielen 1983 und 1989.
Nach seinem Karriereende 1992 wurde er Co-Trainer von Terry Walsh bei der malaysischen Nationalmannschaft.